# Don Lofgran
Donald J. "Don" Lofgran (Oakland, California, 18 de noviembre de 1928 - Salt Lake City, Utah, 17 de junio de 1976) fue un jugador de baloncesto estadounidense que disputó 4 temporadas en la NBA. Con 1,96 metros de estatura, jugaba en la posición de alero.

## Trayectoria deportiva

### Universidad
Tras dos años en el pequeño Community College de Grant Tech, jugó durante dos temporadas con los Don de la Universidad de San Francisco, en las que promedió 14,7 puntos por partido. En 1949 ganó junto con su equipo el National Invitation Tournament, siendo además elegido como mejor jugador del torneo. Al año siguiente fue incluido en el segundo mejor quinteto All-American.

### Profesional
Fue elegido en la decimosegunda posición del Draft de la NBA de 1950 por Syracuse Nationals, pero a mitad de temporada fue traspasado a Indianapolis Olympians, donde jugó una temporada completa más, en la que promedió 7,2 puntos y 4,1 rebotes por partido. Tras jugar apenas dos partidos al año siguiente con los Utica Pros de la ABL, es llamado por Philadelphia Warriors, donde juega su mejor temporada como profesional, promediando 7,4 puntos y 5,3 rebotes por noche. Al año siguiente ficha por Milwaukee Hawks, donde únicamente disputa 21 partidos antes de retirarse definitivamente. En sus 4 años como profesional promedió 6,1 puntos y 3,9 rebotes por partido.

## Estadísticas de su carrera en la NBA

### Temporada regular
| Año     | Equipo       | PJ  | MPP  | %TC  | %TL  | RPP | APP | PPP |
| ------- | ------------ | --- | ---- | ---- | ---- | --- | --- | --- |
| 1950–51 | Syracuse     | 47  |      | .297 | .624 | 2.0 | .6  | 3.4 |
| 1950–51 | Indianapolis | 14  |      | .284 | .618 | 4.6 | .5  | 5.4 |
| 1951–52 | Indianapolis | 63  | 19.9 | .357 | .712 | 4.1 | .8  | 7.2 |
| 1952–53 | Philadelphia | 64  | 27.9 | .330 | .728 | 5.3 | 1.7 | 7.4 |
| 1953–54 | Milwaukee    | 21  | 18.1 | .313 | .653 | 3.0 | 1.2 | 4.9 |
| Total   | Total        | 209 | 23.1 | .329 | .692 | 3.9 | 1.0 | 6.1 |

### Playoffs
| Año   | Equipo       | PJ | MPP | %TC  | %TL   | RPP | APP | PPP |
| ----- | ------------ | -- | --- | ---- | ----- | --- | --- | --- |
| 1951  | Indianapolis | 1  |     | .333 | 1.000 | 1.0 | .0  | 5.0 |
| 1952  | Indianapolis | 2  | 5.0 | .000 | –     | .0  | .0  | .0  |
| Total | Total        | 3  | 5.0 | .222 | 1.000 | .3  | .0  | 1.7 |